# خورخه دی‌الساندرو
خورخه دی‌الساندرو (انگلیسی: Jorge D'Alessandro؛ زادهٔ ۲۸ ژوئیهٔ ۱۹۴۹) بازیکن فوتبال اهل آرژانتین است.
از باشگاه‌هایی که در آن بازی کرده‌است می‌توان به باشگاه فوتبال رئال مادرید و باشگاه ورزشی سن لورنسو آلماگرو اشاره کرد.